# БЕРН·И
«БЕРН·И» (англ. BURN-E) — американский короткометражный фильм от студии Pixar, на основе фильма «ВАЛЛ-И».
Короткометражный фильм выпущен в одно время с «ВАЛЛ-И» и включён в релиз фильма на DVD и Blu-ray.
Фильм основан на персонажах, которых ЕВА и ВАЛЛ-И видели на борту «Аксиомы». БЕРН·И — это робот-сварщик, которого ЕВА и ВАЛЛ-И случайно оставили закрытым вне корабля, возвращаясь внутрь после полёта около «Аксиомы».

## Сюжет
Всё начинается с того, что прибытие ВАЛЛ-И на «Аксиому» провоцирует поломку мачты корабля. БЕРН·И приказано заменить её. При первой попытке сменить мачту его отвлекает ВАЛЛ-И, и мачта улетает в открытый космос. БЕРН·И отправляется за новой, но взрыв шлюпки, где был ВАЛЛ-И, отвлекает его, и из-за этого БЕРН·И случайно разрезает вторую мачту пополам. В третий раз он оказывается закрытым вне корабля, когда ВАЛЛ-И и ЕВА возвращаются на корабль после небольшого полёта. Попутно показываются сцены из оригинального фильма. БЕРН·И попадает внутрь, прорезав в шлюзовой двери вход, и спешит сообщить о выполненной работе, но в этот момент начинается борьба между капитаном и AUTO, и БЕРН·И опять оказывается снаружи корабля.
И вот корабль приземляется. БЕРН·И наконец-то сообщает о выполненном задании, однако мачта снова оказывается сбита, но уже дверью от шлюпки, которую он случайно запустил… После этого бедняга «падает в обморок».
В пост-сцене САППЛАЙ-Р успокаивает БЕРН·И, похлопывая его по голове и приговаривая монотонным голосом: «Ну, ну».